# Fußball-Bundesliga/Rekorde/1. FSV Mainz 05
Der Artikel Fußball-Bundesliga/Rekorde/1. FSV Mainz 05 listet die vereinsspezifischen Rekorde des 1. FSV Mainz 05 auf, die mit Bezug auf die Zugehörigkeit zur deutschen Fußball-Bundesliga gehalten werden.
Der Verein ist aktuell Bundesligist (Stand: Saison 2025/26).

Siehe auch: 

## Vorbemerkung
Es besteht eine Unterteilung zwischen Positiv- und Negativrekorden sowie vereinsinternen Bestmarken. Weitere Rekorde, die dem Verein nicht zuzuordnen sind, werden im Hauptartikel unter „Allgemein“ gelistet. Dort bestehen zudem die Rubriken „Trainerspezifische Rekorde“, „Schiedsrichterspezifische Rekorde“ sowie „Sonstige Rekorde“. Es besteht außerdem die Möglichkeit „In nächster Zeit möglicherweise fallende Bestmarken“ im unteren Bereich der Hauptseite festzuhalten, bzw. die neuen Rekorde an die passenden Stellen einzusortieren. Wenn möglich, wird zu einem Positivrekord auch der Negativrekord als Gegenstück gelistet (und andersrum). Die Liste erhebt keinen Anspruch auf Vollständigkeit.

## 1. FSV Mainz 05
Aktuelle Platzierung in der Ewigen Tabelle der Fußball-Bundesliga: Platz 23 von 58 (Stand: 34. Spieltag 2024/25)

### Positivrekorde
- meiste Strafstöße ohne Fehlschuss in Folge: 36 (28. Spieltag 2012/13 bis 3. Spieltag 2022/23)[2]
- meiste Tore in einem Spiel in Unterzahl erzielt: 4 (beim 1:5 bei der TSG 1899 Hoffenheim am 24. November 2019; gemeinsam mit Eintracht Frankfurt beim 4:0 gegen Hansa Rostock am 6. September 2000 und Bayern München beim 4:0 gegen den VfB Stuttgart am 20. März 2021)[3]
  - als einzige Auswärtsmannschaft

### Negativrekorde
- Spieler mit den meisten verschossenen Strafstößen in einem Spiel: Ludovic Ajorque (2 Strafstöße am 1. Spieltag 2023/24; Torhüter Frederik Rønnow von Union Berlin hielt beide Elfer fest.)[4][5]
- Spieler, der am schnellsten seinen dritten Platzverweis kassierte: Jean-Philippe Gbamin (im 28. Einsatz, Stand: 5. Spieltag 2024/25)[6]
- meiste Minuten in Folge ohne Torerfolg gegen einen Torhüter eines anderen Gegners: 738 (gegen Koen Casteels beim VfL Wolfsburg, 24. Spieltag 2017/18 bis 17. Spieltag 2023/24) Silvan Widmer traf in der 61. Minute zum 1:1-Endstand. Bis dahin wurde Casteels 738 Minuten in Spielen gegen die Mainzer nicht überwunden, womit dieser den bisherigen Bundesliga-Rekordhalter Manuel Neuer übertraf. Zuvor war Casteels am 24. Spieltag 2017/18 beim 1:1 durch Yoshinori Mutō bezwungen worden und bekam zwischenzeitlich in sieben Spielen kein Gegentor.[7][8]
- Spieler mit den meisten Spielzeiten in Folge, in denen er mindestens 10 Gelbe Karten erhielt: Dominik Kohr (3 Spielzeiten; gemeinsam mit Bernd Hollerbach, Stand: 34. Spieltag 2023/24)[9][10]
  - 2022/23 (11)
  - 2023/24 (13)
  - 2024/25 (11)

### Vereinsintern
- Rekordspieler: Stefan Bell (284 Einsätze, Stand: 34. Spieltag 2024/25)[11][12]
- Rekordtorhüter: Robin Zentner (198 Einsätze, Stand: 34. Spieltag 2024/25)[12]
- Rekordtorschütze: Jonathan Burkardt (41 Treffer, Stand: 34. Spieltag 2024/25)[13][14][15][16]
- ältester Debütant: Zdeněk Pospěch (33 Jahre und 236 Tage, am 7. August 2011)[17]
- Spieler mit den meisten Niederlagen: Stefan Bell (108 Niederlagen, Stand: 26. Spieltag 2024/25)[18][19]
- jüngster Spieler: Nelson Weiper (17 Jahre 198 Tage, bei der 1:2-Niederlage beim SC Freiburg, 8. Spieltag 2022/23)[20]
- ältester Spieler: Martin Pieckenhagen (39 Jahre und 5 Tage)[21]
- ältester Torhüter: Martin Pieckenhagen (39 Jahre und 5 Tage)[21]
- jüngster Torschütze: Nelson Weiper (17 Jahre 344 Tage, beim 4:0-Sieg über Borussia Mönchengladbach am 22. Spieltag 2022/23)[22][23]
- meiste Siege in Folge: 7 (1. bis 7. Spieltag 2010/11)[24]
  - auch meiste Siege in Folge zu Saisonbeginn: 7 (1. bis 7. Spieltag 2010/11)[24]
- Trainer mit den meisten Siegen: Thomas Tuchel (65, Stand: 26. Spieltag 2023/24)[25]
- meiste Tore in einer Saison: 54 (2022/23)[26][27]
- meiste Auswärtsspiele in Folge mit Torerfolg: 6 (Jonathan Burkardt, bis 6. Spieltag 2024/25, Stand: 9. Spieltag 2024/25)[28]
- meiste direkte Freistoßtreffer: 4 (Aarón Martín Caricol, Stand: 31. Spieltag 2022/23)[29]
- meiste Punkte nach 15 Spieltagen: 30 (2010/11, Stand: 15. Spieltag 2024/25)[30]
- meiste Punkte nach 16 Spieltagen: 30 (2010/11, Stand: 16. Spieltag 2024/25)[31]
- meiste Punkte nach 23 Spieltagen: 38 (2024/25, Stand: 23. Spieltag 2024/25)[32][33]
- meiste Punkte nach 24 Spieltagen: 41 (2024/25, Stand: 28. Spieltag 2024/25)[34]
- meiste Punkte nach 25 Spieltagen: 44 (2024/25, Stand: 28. Spieltag 2024/25)[34][35]
- meiste Punkte nach 26 Spieltagen: 45 (2024/25, Stand: 28. Spieltag 2024/25)[34][35]
- meiste Punkte nach 28 Spieltagen: 46 (2024/25, Stand: 28. Spieltag 2024/25)[36]
- beste Platzierung nach 26 Spieltagen: Platz 3 (2024/25, Stand: 26. Spieltag 2024/25)[37]
  - auch beste Platzierung nach 26 oder mehr Spieltagen: Platz 3 (2024/25, Stand: 26. Spieltag 2024/25)[37]
- meiste Tore nach 16 Spieltagen: 30 (2024/25, Hinrundenrekord wurde nach 16 von 17 Spieltagen eingestellt, Stand: 16. Spieltag 2024/25)[31]
- meiste Tore nach einer Hinrunde: 30 (2×, Stand: 17. Spieltag 2024/25)[31]
  - 2024/25 (Hinrundenrekord wurde nach 16 von 17 Spieltagen eingestellt)
  - 2010/11
- meiste Tore nach 19 Spieltagen: 33 (2024/25, Stand: 19. Spieltag 2024/25)[38]
- meiste Unentschieden im Duell mit einem anderen Gegner: 13 (gegen Eintracht Frankfurt, Stand: 19. Spieltag 2023/24)[39]
- meiste Auswärtssiege im Duell mit einem anderen Gegner: 7 (gegen Werder Bremen, Stand: 20. Spieltag 2024/25)[40]
- höchste Niederlage: 0:8 (bei RB Leipzig, am 2. November 2019, Stand: 20. Spieltag 2024/25)[41]
- höchster Auswärtssieg: 5:0 (bei Werder Bremen, am 17. Dezember 2019, Stand: 2. Spieltag 2023/24)[40]
- frühestes Strafstoßtor kassiert: 3. Minute (zum 0:1 bei Werder Bremen, durch Marvin Ducksch, am 3. Spieltag 2023/24)[42][43]
- meiste Spiele in Folge ohne Niederlage: 12 (im Jahr 2010, Stand: 9. Spieltag 2024/25)[44][45][46]
- meiste Heimspiele in Folge ohne Niederlage: 13 (bis 34. Spieltag 2024/25, laufend, Stand: 34. Spieltag 2024/25)[47][10]
  - meiste Heimspiele in Folge ohne Niederlage (saisonübergreifend): 12 (2008/09–2009/10, Stand: 34. Spieltag 2024/25)[47][10]
- meiste Heimspiele in Folge ohne Niederlage (innerhalb einer Saison): 13 (bis 34. Spieltag 2024/25, laufend, Stand: 33. Spieltag 2024/25)[47][10]
- meiste Heimsiege in Folge: 5 (bis 19. Spieltag 2024/25, Stand: 25. Spieltag 2024/25)[48][49]
- meiste Heimunentschieden in Folge: 5 (bis 34. Spieltag 2024/25, laufend, Stand: 34. Spieltag 2024/25)[50]
- meiste Spiele in Folge ohne Sieg: 16 (2006/07)[51]
- schwächste Zwischenbilanz nach 8 Spieltagen: 2 Punkte und 7:22 (−15) Tore (2023/24)[52]
- schwächste Zwischenbilanz nach 9 Spieltagen: 3 Punkte und 9:24 (−15) Tore (2023/24)[53]
- meiste Siege gegen einen anderen Gegner: 15 (gegen die TSG Hoffenheim, Stand: 20. Spieltag 2024/25)[45][54]
- meiste Heimsiege gegen einen anderen Gegner: 9 (gegen den FC Augsburg, Stand: 21. Spieltag 2024/25)[55]
- meiste Tore gegen einen anderen Gegner: 56 (gegen die TSG Hoffenheim, in 30 Duellen, Stand: 11. Spieltag 2024/25)[56][45][57]
- meiste Heimtore gegen einen anderen Gegner: 30 (gegen den SC Freiburg, Stand: 12. Spieltag 2023/24)[54]
- meiste Auswärtspunkte in einer Saison: 32 (2010/11, Stand: 29. Spieltag 2024/25)[58]
- meiste Auswärtsspiele in Folge ohne Niederlage: 9 (2024, bis 11. Spieltag 2024/25, 4 Siege und 5 Unentschieden, Stand: 19. Spieltag 2024/25)[59][60][28][61][62]
- meiste Auswärtsunentschieden in Folge: 8 (2021, Stand: 19. Spieltag 2024/25)[61]
- meiste Auswärtsspiele in Folge ohne Sieg: 20 (April 2023 bis Mai 2024, Stand: Saisonende 2023/24)[63][64][41][65]
- Trainer mit den meisten Spielen ohne Niederlage zu Beginn einer Amtszeit: 8 (Kasper Hjulmand, 2014, Stand: 12. Spieltag 2023/24)[66]
- wenigste Siege in einer Hinrunde: je 1 (2×, Stand: 17. Spieltag 2024/25)[67][68]
  - 2006/07
  - 2023/24
- wenigste Punkte nach 15 Spieltagen: 6 (2020/21)[69]
- meiste Unentschieden in Folge: 6 (11. bis 16. Spieltag 2023/24)[70][71]
- meiste Spiele in Folge ohne Sieg gegen einen anderen Gegner: 8 (gegen Eintracht Frankfurt, 4 Niederlagen und 4 Unentschieden, laufend, Stand: Saisonende 2023/24)[72]
- meiste Strafstöße ab Saisonbeginn in Folge verschossen: 4 (bis 26. Spieltag 2023/24, Stand: 26. Spieltag 2023/24)[73][74][75]
- meiste Punkte nach 30 Spieltagen: 48 (2010/11)[76]
- wenigste Punkte nach 23 Spieltagen: 15 (2023/24)[77][78]
- wenigste Punkte nach 24 Spieltagen: 16 (2023/24)[77][78]
- Spieler mit den meisten Toren nach den ersten 6 Spieltagen: Jonathan Burkardt (5 Tore, 2024/25, Stand: 6. Spieltag 2024/25)[28]
- Spieler mit den meisten Toren nach 13 Spieltagen: Jonathan Burkardt (10, Stand: 13. Spieltag 2024/25)[79]
- Spieler mit den meisten Toren nach 16 Spieltagen: Jonathan Burkardt (12, Stand: 16. Spieltag 2024/25)[79][80]
- Spieler mit den meisten Toren in einer Hinrunde: Jonathan Burkardt (12, Rekord wurde nach 13 Spieltagen gebrochen, Stand: 17. Spieltag 2024/25)[79]
- Spieler mit den meisten Toren nach 32 Spieltagen: Jonathan Burkardt (16, Stand: 34. Spieltag 2024/25)[47]
- Spieler mit den meisten Toren nach 33 Spieltagen: Jonathan Burkardt (17, Stand: 34. Spieltag 2024/25)[47]
- Spieler mit den meisten Toren in einer Saison: Jonathan Burkardt (18, Rekord wurde nach 32 Spieltagen gebrochen, Stand: 34. Spieltag 2024/25)[81][47]
- Spieler mit dem meisten Platzverweisen: Dominik Kohr (4, Stand: 26. Spieltag 2024/25)[37]
- Spieler mit dem frühesten Platzverweis: Andreas Hanche-Olsen (nach 28 Spielminuten, bei der 0:2-Niederlage gegen den 1. FC Heidenheim, am 5. Spieltag 2024/25, Stand: 5. Spieltag 2024/25)[82]
- früheste Auswechselung: in der 3. Spielminute (Jonathan Burkardt, bei der 0:1-Niederlage gegen Bayer Leverkusen, am 17. Spieltag 2024/25, Stand: 17. Spieltag 2024/25)[83][31]
- meiste Minuten in Folge ohne Gegentreffer: Dimo Wache und Christian Wetklo (409, saisonübergreifend, 2005/06 bis 2006/07, Stand: 25. Spieltag 2024/25)[84]